# Inversión extranjera directa
La inversión extranjera directa o IED, es la adquisición de empresas o activos en el extranjero como inversión a largo plazo.  En inglés el término es Foreign Direct Investment o FDI.
La Conferencia de las Naciones Unidas sobre Comercio y Desarrollo define la inversión extranjera directa como “Una inversión realizada para adquirir una participación duradera en una empresa que opera fuera de la economía del inversor” y que en términos generales se acepta que ocurre cuando se posee al menos un 10% del capital de la empresa extranjera.

Constituye una clasificación estadística de flujos transfronterizos dentro de la balanza de pagos. De acuerdo con el Manual de Balanza de Pagos y Posición de Inversión Internacional, sexta edición, del FMI, se define como:
La inversión directa es una categoría de la inversión transfronteriza relacionada con el hecho de que un inversionista residente en una economía ejerce el control o un grado significativo de influencia sobre la gestión de una empresa que es residente en otra economía.

## Determinantes
Existen diversos factores que afectan a que una empresa decida invertir en otro país y la importancia de los mismos depende, entre otras cosas, del grado de desarrollo de la economía receptora. Por ejemplo, en países con menor desarrollo una de las causas para invertir podría ser la mano de obra más barata, mientras que en países muy desarrollados podría tener más importancia su nivel de investigación e innovación. Los determinantes de la inversión extranjera directa pueden ser agrupados en tres categorías grandes: condiciones económicas generales, las condiciones político-institucionales y los instrumentos que tienen como objetivo principal incidir en las decisiones de inversión.

### Condiciones económicas
Entre los aspectos más importantes se destacan: el tamaño del mercado interno y su capacidad de expansión; la estabilidad en el entorno macroeconómico; la disponibilidad de insumos productivos, considerando su cantidad, calidad y costo, incluyendo tanto los recursos naturales como la mano de obra con distintos niveles de especialización; la existencia de economías de aglomeración, que fomentan núcleos de desarrollo económico y facilitan aumentos en la productividad tanto en el corto como en el largo plazo, gracias a la especialización, los encadenamientos productivos y los efectos de derrame locales; la calidad de la infraestructura en transporte y comunicaciones; y el nivel de desarrollo tecnológico y de innovación presente en el entorno local.

### Condiciones político institucionales
En cuanto a las condiciones político-institucionales que influyen en la inversión extranjera directa, destacan varios factores clave. Entre ellos se encuentra la calidad institucional del país receptor, especialmente en lo que respecta a la estabilidad normativa y la garantía de los derechos de los inversores. También se consideran relevantes las condiciones regulatorias, incluyendo los procedimientos administrativos para iniciar negocios, la contratación de personal y el tránsito de personas. Otros aspectos importantes son la carga tributaria, el grado de apertura al comercio internacional y la existencia de acuerdos bilaterales o regionales con otros países, tales como tratados bilaterales de inversión, acuerdos de libre comercio y convenios para evitar la doble imposición.

### Otros determinantes de la inversión extranjera directa
La inversión extranjera directa (IED) orientada a la búsqueda de mercados suele estar motivada principalmente por el tamaño del mercado interno y por los costos vinculados al comercio y a la importación de bienes, como los gastos de transporte, aranceles y diversas regulaciones. Este tipo de inversión predominó en América Latina durante la etapa de sustitución de importaciones, cuando muchas empresas optaron por establecerse localmente para evitar las barreras arancelarias y producir bienes manufacturados protegidos por altos niveles de restricciones comerciales.
En cuanto a la IED dirigida a la explotación de recursos, sus principales atractivos son la abundancia relativa y el bajo costo de los recursos naturales. Este tipo de inversión tuvo un papel destacado en América Latina entre finales del siglo XIX y comienzos del siglo XX, y tiende a incrementarse durante períodos de alza en los precios de las materias primas.
Por otro lado, la IED motivada por la búsqueda de eficiencia se ve influida por una variedad de factores, entre ellos la disponibilidad, capacitación y productividad de la fuerza laboral, así como los costos laborales y de producción en el país receptor. Este tipo de inversión también se ve potenciado por la existencia de acuerdos de integración regional y tratados que faciliten la libre circulación de bienes y personas.
Finalmente, existen inversiones orientadas a la adquisición de activos estratégicos, es decir, aquellos elementos clave para mantener la competitividad internacional de una empresa a largo plazo. En estos casos, resultan fundamentales las economías de aglomeración, la calidad de la infraestructura empresarial, la oferta de capital humano calificado y las capacidades tecnológicas del país receptor.

## La Inversión Extranjera Directa vs La Formación Bruta De Capital Fijo (FBCF)
Conviene anotar que la inversión extranjera directa es una categoría estadística que hace referencia al control o influencia de un inversionista extranjero sobre activos domésticos, por tanto, un aumento de la inversión extranjera directa no necesariamente implica un aumento del acervo de capital productivo (que es la inversión real de una economía, normalmente representada por la formación bruta de capital fijo en cuentas nacionales). De hecho, un aumento de la inversión extranjera sólo por transferencia de dominio (un activo doméstico es vendido a un inversionista residente en el extranjero) no implica variación alguna en el total de activos productivos de la economía que recibió esta inversión.

## En distintas partes del mundo

### Unión Europea
La inversión extranjera directa en Unión Europea (UE) se caracteriza por tener uno de los marcos normativos más abiertos y transparentes en materia de IED. Actualmente, las inversiones de países no pertenecientes a la UE en su territorio alcanzan aproximadamente los 6.295 millones de euros. Las decisiones de inversión, ya sea por parte de empresas o individuos, suelen responder a la búsqueda de ubicaciones eficientes en términos de costos, con mano de obra calificada, acceso a insumos o proximidad a los mercados de consumo. En el caso de la UE, esto implica acceso a un mercado único altamente integrado que abarca a 500 millones de consumidores.
Además, la UE aplica normas estrictas para salvaguardar las inversiones dentro de su jurisdicción y, al mismo tiempo, promueve la existencia de condiciones similares en el exterior para proteger los intereses de sus inversores en otros países.

### China
De acuerdo con el Informe sobre las Inversiones en el Mundo 2024 de la UNCTAD, en 2023 las entradas de inversión extranjera directa (IED) en China cayeron un 13,6 % respecto al año anterior, alcanzando los 163.200 millones de dólares. A pesar de esta disminución, China se mantuvo como el segundo mayor receptor de IED a nivel global, concentrando el 21 % del total mundial. Al cierre de ese año, el stock acumulado de IED en el país alcanzaba los 3,66 billones de dólares. Además, China ocupaba el tercer lugar entre los mayores emisores de IED, con un stock de inversiones salientes estimado en 2,94 billones de dólares.
Entre las principales compañías multinacionales que invierten en el sector manufacturero en China destacan Hon Hai Precision Industry (Taiwán), BASF (Alemania), y fabricantes de automóviles como Toyota (Japón), Volkswagen y BMW (Alemania), así como Samsung Electronics (Corea del Sur). Estas firmas han mantenido operaciones de producción sustanciales en el país durante muchos años. Sin embargo, desde 2019 han reducido sus inversiones greenfield, optando por establecer alianzas con fabricantes locales, especialmente en el sector de vehículos eléctricos.
Tanto Hon Hai como Samsung han reconsiderado su presencia productiva en China como resultado de las tensiones comerciales. Una gran parte de sus bienes tecnológicos avanzados —como microchips y dispositivos electrónicos— se siguen fabricando en China para su exportación a Estados Unidos. No obstante, Hon Hai redujo sus proyectos greenfield en el país de 23 a 6, mientras que Samsung pasó de 9 a solo 1. Actualmente, ambas compañías están destinando nuevas inversiones a sus países de origen, así como a otras ubicaciones estratégicas como Vietnam, India y México.

### Estados Unidos
De acuerdo con el Informe sobre las Inversiones en el Mundo 2024 de la UNCTAD, Estados Unidos mantuvo su posición como el mayor receptor de inversión extranjera directa (IED) en 2023, con ingresos por 311.000 millones de dólares, lo que representa casi el 25 % del total global. El país se consolidó como el destino principal tanto para nuevos proyectos de inversión como para operaciones de financiación internacional. Sin embargo, a pesar de este liderazgo, las entradas de IED se redujeron un 6 % respecto al año anterior, en gran parte debido a una fuerte caída del 40 % en las fusiones y adquisiciones transfronterizas, las cuales sumaron 81.000 millones de dólares, la mitad del promedio registrado en la última década. Este descenso se atribuye, en buena medida, a la baja en el valor de las operaciones en el sector de tecnologías de la información y la comunicación (TIC).
Durante el año se anunciaron 2.152 proyectos de nuevas instalaciones. La operación de fusión más destacada de 2023 fue la integración inversa de VinFast Auto, por 23.000 millones de dólares, mediante una SPAC con sede en EE. UU., lo que la convirtió en la mayor transacción de este tipo a nivel global.
Al cierre del año, el stock total de IED en Estados Unidos alcanzaba los 12,81 billones de dólares, equivalente al 46,8 % del PIB del país. La inversión extranjera en EE. UU. se concentra principalmente en el sector manufacturero, que representa el 41,2 % del total, destacándose la industria química como el segmento más relevante. También se registran inversiones significativas en los sectores de finanzas y seguros (10,6 %) y en el comercio mayorista (10 %).
Según los datos más recientes de la OCDE, en el primer semestre de 2024 las entradas de IED en Estados Unidos sumaron 153.200 millones de dólares, lo que supone una caída del 12,3 % frente al mismo período del año anterior.

### México
En 2024, México alcanzó un nuevo récord en inversión extranjera directa (IED), a pesar de la incertidumbre generada por las políticas comerciales impulsadas por Donald Trump. Al finalizar el año, el país captó 36.872 millones de dólares en inversión foránea, lo que representa un aumento del 1,1 % en comparación con 2023 y el mayor monto registrado desde que se llevan estadísticas oficiales. Del total, 28.710 millones correspondieron a reinversiones de utilidades, 3.159 millones a nuevas inversiones y 3.169 millones a transferencias entre empresas del mismo grupo corporativo.
Aunque el dato general muestra un crecimiento leve, al analizar los componentes se observa una disminución significativa en los flujos de nuevas inversiones, que descendieron un 39 % respecto al año anterior, al pasar de 5.217 a 3.169 millones de dólares, el nivel más bajo en los últimos 30 años. Según el Banco de México, en el cuarto trimestre de 2024 ingresaron al país 676 millones de dólares en IED, lo que equivale a una caída del 45 % en comparación con el mismo periodo de 2023, considerando datos revisados.
Estados Unidos continuó siendo el principal socio inversionista, con 16.513 millones de dólares (el 45 % del total), seguido por Japón con 4.285 millones, Alemania con 3.788 millones y Canadá con 3.216 millones, según datos de la Secretaría de Economía. Como en años anteriores, la Ciudad de México encabezó la lista de entidades receptoras con más de 14.000 millones de dólares, seguida por el Estado de México (2.642 millones) y Baja California (2.479 millones).
En cuanto a los sectores, el 54 % de la IED se destinó a la industria manufacturera, destacándose la producción de equipo de transporte, que concentró la mitad de este monto. Otros sectores relevantes fueron bebidas y tabaco, equipos de cómputo, industria química y productos metálicos básicos.